# كارلوس هيريرا كونتريرز
كارلوس هيريرا كونتريرز (بالإسبانية: Carlos Herrera Contreras)‏ هو مدرب كرة قدم ولاعب كرة قدم تشيلي، ولد في 6 أغسطس 1983 في جرانيروس في تشيلي. لعب مع ديبورتيفو نوبلينس ‏.

## وصلات خارجية
- كارلوس هيريرا كونتريرز على موقع قاعدة بيانات كرة القدم.إي يو (الإنجليزية)
- كارلوس هيريرا كونتريرز على موقع Soccerway.com (الإنجليزية)